# Isabella Graham

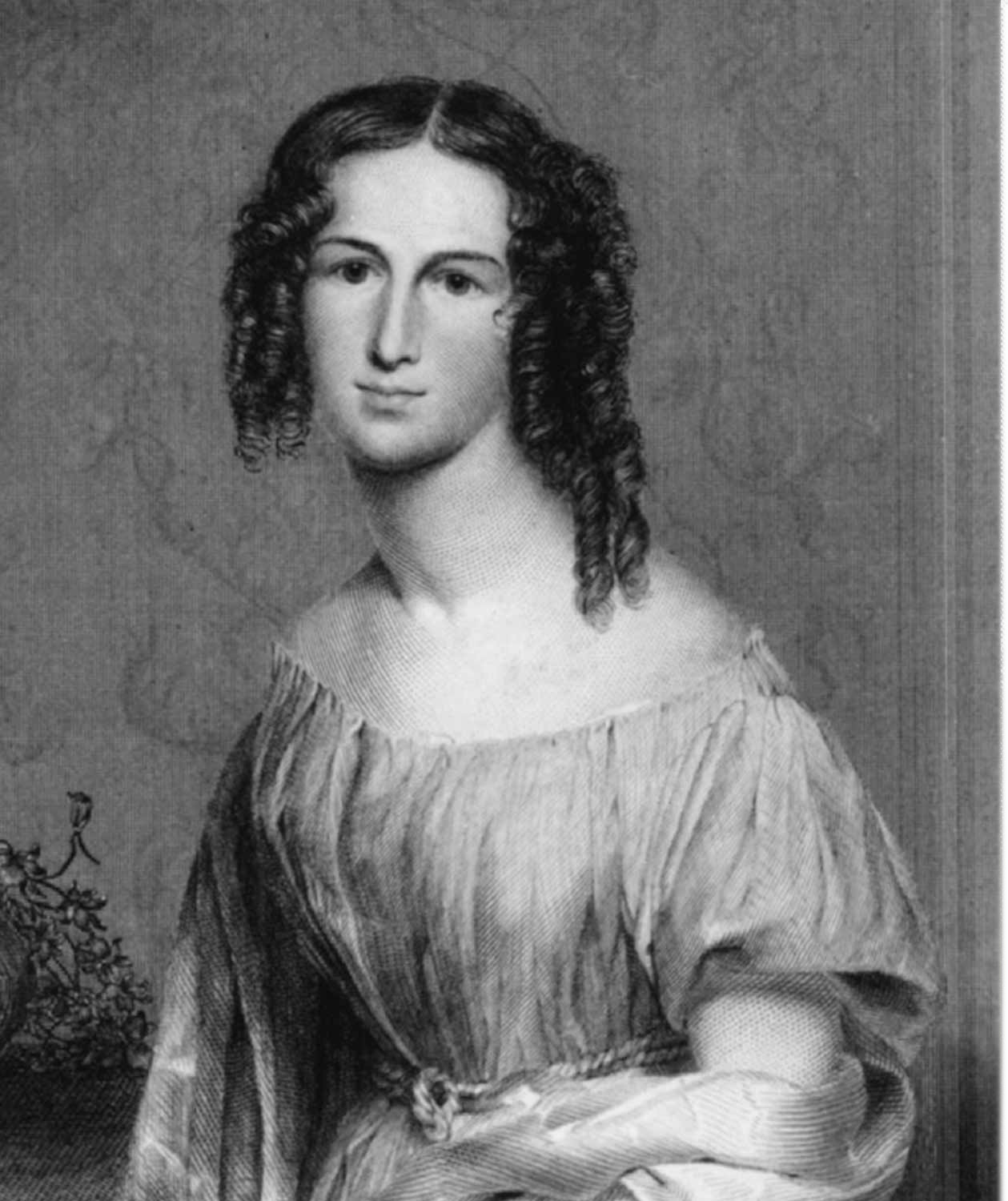
Isabella Graham

Isabella Graham geb. Isabella Marshall (* 29. Juli 1742 in Lanarkshire; † 27. Juli 1814 in New York City) war eine schottischstämmige, US-amerikanische Sozialreformerin und Lehrerin. Als eine der ersten Frauen der Vereinigten Staaten gründete und organisierte sie in New York freiwillige Frauenverbände, die nachhaltig erfolgreiche, wohltätige Einrichtungen für Witwen und Waisen betrieben. Zudem eröffnete sie eins der ersten Mädchenpensionate in den Vereinigten Staaten, das jungen Frauen eine höhere Bildung ermöglichte, und war die Mutter der Sozialreformerin Joanna Bethune. 
Nach Isabella Graham ist die noch heute aktive Wohltätigkeitsorganisation Graham Windham benannt.

## Leben

### Jugend und Ehe
Isabella Marshall war die Tochter von Janet Hamilton und des Landbesitzers John Marshall und wuchs gemeinsam mit ihrem jüngeren Bruder Archibald Marshall nahe von Paisley auf. Ihr Großvater hatte ihr mehrere hundert Pfund vermacht, die in ihre Ausbildung investiert wurden. Im Alter von zehn Jahren wurde sie auf ein Internat unter der Leitung von Betty Morehead geschickt, wo sie sieben Jahre lang unterrichtet wurde und damit eine deutlich höhere Bildung erhielt, als es für Mädchen ihrer Schicht üblich war. Im Alter von 17 Jahren trat sie offiziell in die Church of Scotland ein. Der Pfarrer ihrer Gemeinde war John Witherspoon, der spätere Unterzeichner der Unabhängigkeitserklärung der Vereinigten Staaten.
Im Jahr 1765 heiratete sie den Arzt John Graham, der im Dienst des Royal American Regiments stand und aus erster Ehe bereits zwei Söhne hatte. Etwa ein Jahr nach der Heirat wurde John Graham mit seinem Regiment nach Kanada berufen und seine Frau begleitete ihn. Das Ehepaar plante, nach Grahams Entlassung aus der Armee ein Stück Land am Mohawk River zu kaufen und sich dort mit Isabella Grahams Eltern niederzulassen. Während der Stationierung in Montreal wurde die älteste Tochter Jessie geboren.
Von 1768 bis 1772 lebte die junge Familie in Fort Niagara, wo die Töchter Joanna und Isabella geboren wurden. Isabella Graham sollte diese Zeit später als ihre glücklichsten Jahre bezeichnen. 1772 wurde John Graham während der schwelenden Konflikte aufgrund der amerikanischen Revolution nach Antigua versetzt. Am 22. November 1774 starb John Graham nach plötzlicher Erkrankung und ließ Isabella als schwangere Witwe mit drei kleinen Kindern zurück. Für den Rest ihres Lebens trug sie Witwenkleidung.

### Tätigkeit als Lehrerin
Nach der Geburt ihres Sohnes John zog Graham mit ihrer Familie zurück nach Schottland und lebte eine Zeitlang bei ihrem inzwischen verarmten, ebenfalls verwitweten Vater in der Nähe von Paisley. Mit Hilfe ihrer Freunde gründete sie dort eine Vorschule für Mädchen und verdiente auf diese Weise den Lebensunterhalt für ihre Familie. 1779 zog die Familie nach Edinburgh, wo Graham ein sehr erfolgreiches Internat für junge Mädchen eröffnete. Nach wie vor wurde sie tatkräftig von Freunden unterstützt. So ermöglichte Wilielma Campbell, Lady Glenorchy Grahams Tochter Joanna für zwei Jahre den Besuch eines französischen Mädchenpensionats in Rotterdam, wo sie zur Lehrerin ausgebildet wurde. Eine weitere Freundin und Bekannte wurde Anne Rutherford, Mutter des späteren Dichters Walter Scott, der mit Grahams Kindern spielte.
Im Februar 1783 starb Grahams Vater John Marshall. Sechs Jahre später, als die Ausbildung ihrer Kinder abgeschlossen war, folgte Isabella Graham John Witherspoons Vorschlag, nach Amerika, nun die Vereinigten Staaten, zurückzukehren. Während ihrer Zeit dort hatte sie mehrere Freunde in New York gemacht, die sie nun dorthin einluden. Einer von ihnen war Dr. Mason, der Sohn eines befreundeten, schottischen Pfarrers. Ihren halbwüchsigen Sohn ließ sie bei Freunden, während ihre Töchter sie über den Atlantik begleiteten.
In New York angekommen, gründete Isabella Graham mit der Unterstützung diverser Kirchenältester am 5. Oktober 1789 erneut ein Internat. Für die jungen Vereinigten Staaten war es eine Neuheit, den Töchtern aus wohlhabenden Familien eine höhere Ausbildung zukommen zu lassen, und somit konnte Graham innerhalb eines Monats 50 Schülerinnen in ihrem neuen Internat begrüßen. Ihre Schule, die jungen Mädchen die Möglichkeit eröffnete, eine Tätigkeit als Lehrerin, Missioniarin oder in der Wohlfahrt anzustreben, galt unter Zeitgenossen als erste und lange Zeit als einzige ihrer Art in den Vereinigten Staaten. Eine ihrer bekanntesten Schülerinnen war die spätere Präsidentengattin Anna Harrison.
Zeit ihres Lebens war Isabella Graham sehr religiös. Für sie war die Lehre des Christentums ebenso bedeutsam wie die Vermittlung theoretischer und praktischer Kenntnisse, da beides in ihren Augen zur Verbesserung der Menschen beitrug. In Berichten an die Eltern lobte sie daher insbesondere die Schülerinnen, die sich mit ernsthaften Studien befassten statt mit den für höhergestellte Frauen typischen Zeitvertreiben wie Sticken und Zeichnen. Unterstützt wurde sie von ihren drei Töchtern, die in ihrem Internat als Lehrerinnen arbeiteten. Ihr Sohn John, der als Seemann arbeitete, verschwand 1794 auf dem Weg von Demerara nach Europa.

### Soziales Wirken
Bereits in Schottland hatte Isabella Graham aktiv Maßnahmen ergriffen, um arme Mitbürger zu unterstützen. So gründete sie die „Penny Society“, in die die Armen einen Penny pro Woche einzahlten. Wurde ein Mitglied der Gesellschaft krank, wurde das gesammelte Geld für Arztkosten und Medikamente verwendet. Aus der Organisation sollte sich später die „Society for the Relief of the Destitute Sick“ entwickeln. Für ihre Freundin Wilielma Campbell verteilte sie des Öfteren Almosen und unterstützte mit ihren Mitteln zu äußerst günstigen Konditionen kleine Geschäfte.
In New York mit seiner durch Einwanderung rasch wachsenden Einwohnerzahl fand Graham ein nahezu unerschlossenes Betätigungsfeld für ihre soziale Arbeit. Nach wie vor war sie überzeugt davon, dass zur Armenversorgung auch spirituelle Fürsorge gehörte und dass das Christentum mittellose Menschen davon abhalten konnte, moralisch zu verelenden. Daher organisierte sie in den frühen 1790ern eine private Abendsonntagsschule für Erwachsene, die, ungewöhnlich für die damalige Zeit, sowohl schwarzen als auch weißen Menschen offenstand. Auch half sie dabei, die erste Missionsgesellschaft New Yorks zu gründen.

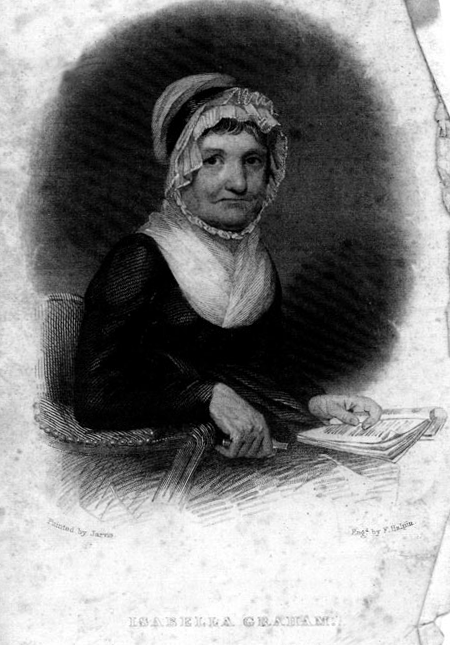
Isabella Graham in New York

Nach der Heirat ihrer jüngsten Tochter Isabella im Jahr 1798 beendete Graham ihre Karriere als Lehrerin, um sich ganz ihrer wohltätigen Arbeit widmen zu können. Ihr Schwerpunkt lag dabei auf mittellosen Witwen mit Kindern. In den bereits bestehenden wohltätigen Vereinen wurden Hilfen stets an Männer als Oberhaupt der Familie ausgezahlt, so dass lediglich verheiratete Frauen und deren Töchter davon profitieren konnten. Für verwitwete, mittellose Frauen und deren Kinder hingegen gab es keinerlei Hilfen und kein etabliertes System. Bislang hatten sich die wohlhabenden Frauen der Mittelschicht in der Armenversorgung hauptsächlich privat um bedürftige Nachbarn gekümmert und Almosen verteilt. Isabella Grahams bahnbrechende Idee war die Schaffung eines effizienten, organisierten Netzwerks, um Hilfe zu koordinieren, Gelder zu sammeln und die Probleme mittelloser Witwen bei der Wurzel zu packen.
Gemeinsam mit ihrer Tochter Joanna Bethune, Elizabeth Ann Seton und Elizabeth Schuyler Hamilton gründete Graham 1797 die Society for the Relief of Poor Widows with Small Children (SRPC), die sich nach einer Gelbfieberepidemie in New York um die überlebenden Witwen und Waisen kümmerte. Sie hatte für zehn Jahre den Posten der Ersten Direktorin inne. Durch ihre guten Kontakte und den Respekt, den sie genoss, konnte Graham mühelos wohlhabende Frauen für die SRPC rekrutieren und Spenden einsammeln. Um möglichst effizient zu helfen, teilte die SRPC die Stadt in Distrikte auf, für die jeweils eine „Managerin“ verantwortlich war. Damit brachte Isabella Graham zum ersten Mal in der Geschichte der Vereinigten Staaten Frauen aus den üblichen Nähzirkeln heraus, organisierte sie in Gremien und stieß Bauprojekte an.
Graham war bestrebt, den mittellosen Frauen Hilfe zur Selbsthilfe zur Verfügung zu stellen. Manche Witwen wurden von der SRPC als Lehrerinnen, Wäscherinnen und Näherinnen eingestellt. Andere erhielten durch eine eigens gegründete Arbeitsvermittlung freie Stellen in der Stadt. Dennoch musste Graham feststellen, dass es in dem bestehenden System „eine Unmöglichkeit für eine Witwe ist, mit der Arbeit ihrer eigenen Hände ihre junge Familie zu ernähren. Es ist die Hilfe, die diese Gesellschaft leistet und die Großzügigkeit von Individuen, die, mit Gottes Segen, sie vor dem Versinken bewahrt“. Daher hinterließ sie nach Besuchen, Gesprächen und gemeinsamen Gebeten mit den Witwen stets Geldgeschenke. Erleichtert wurden diese Hilfen durch den Umstand, dass die SRPC 1802 vom Staat New York eine Charta erhielt und damit die Berechtigung auf Besitz erwarb. 1813, ein Jahr vor Grahams Tod, unterstützte die Gesellschaft insgesamt 182 Witwen mit 422 Kindern.

### Die letzten Jahre
Ab dem Jahr 1803 lebte Graham in der Familie ihrer Tochter Joanna Bethune. Deren Mann Divie Bethune hatte sich als Händler Wohlstand erarbeitet und teilte Grahams und Joannas Interesse an sozialer Arbeit. Zwischen Isabella Graham, Joanna und Divie Bethune entwickelte sich in diesen Jahren eine Arbeitsteilung: Divie Bethune kümmerte sich um die Finanzierung der Projekte, Isabella Graham saß in den Vorständen und rekrutierte interessierte Frauen und Joanna Bethune lehrte und arbeitete in den von ihnen geschaffenen Institutionen. Ein Beispiel dafür war das 1806 gegründete New York Orphan Asylum, das erste Waisenhaus New Yorks, das später ihr zu Ehren in „Graham Home for Children“ umbenannt wurde. Während Joanna Bethune den Unterricht übernahm, verwaltete Isabella Graham die Gelder der Orphan Asylum Society und rekrutierte Lehrerinnen unter ihren Witwen und ihren ehemaligen Schülerinnen.
Im Jahr 1807 legte Graham ihre Pflichten innerhalb der SPRC nieder und widmete sich vermehrt den Besuchen der Bedürftigen. Sie war dabei, wie ihre Tochter Joanna später schrieb, vom Frühstück bis zum Abendessen unterwegs. Dabei lag ihr Schwerpunkt nun vermehrt auf der Missionierung, so dass sie den Witwen neben Geldgeschenken auch Bibeln und Traktate mitbrachte. Oft begleitete sie den Pfarrer John Stanford auf seinen Predigten für die Armen, die oft in Gefängnissen, geschlossenen Anstalten, Armen- und Krankenhäusern stattfanden. 1811 wurde sie Präsidentin des Damenkomitees der Magdalen Society, das die Aufsicht über das Magdalenenheim hatte. 1812 gehörte sie zu den freiwilligen Lehrerinnen in der Sonntagsschule der Lancasterian School. 
In ihrem letzten Lebensjahr 1814 gründete Graham gemeinsam mit ihrer Tochter Joanna die Society for the Promotion of Industry among the Poor (deutsch: Gesellschaft zur Förderung von Gewerbe unter den Armen), aus der das House of Industry hervorging. Dort konnten mittellose Witwen sich mit Schneidern, Nähen, Spinnen oder Stricken ein Auskommen verdienen. Im Mai eröffnete sie in Greenwich Village eine Sonntagsschule für junge Fabrikarbeiter.
Am 19. Juli erkrankte Graham und wurde am 21. Juli mit Cholera diagnostiziert. Auf ihrem Sterbebett legte sie ihrer Tochter Joanna ans Herz, die Witwenfürsorge anderen zu überlassen und sich stattdessen verarmten und verwaisten Kindern zu widmen. Sie starb am 27. Juli 1814 im Beisein von Joanna und Divie Bethune.

## Nachkommen

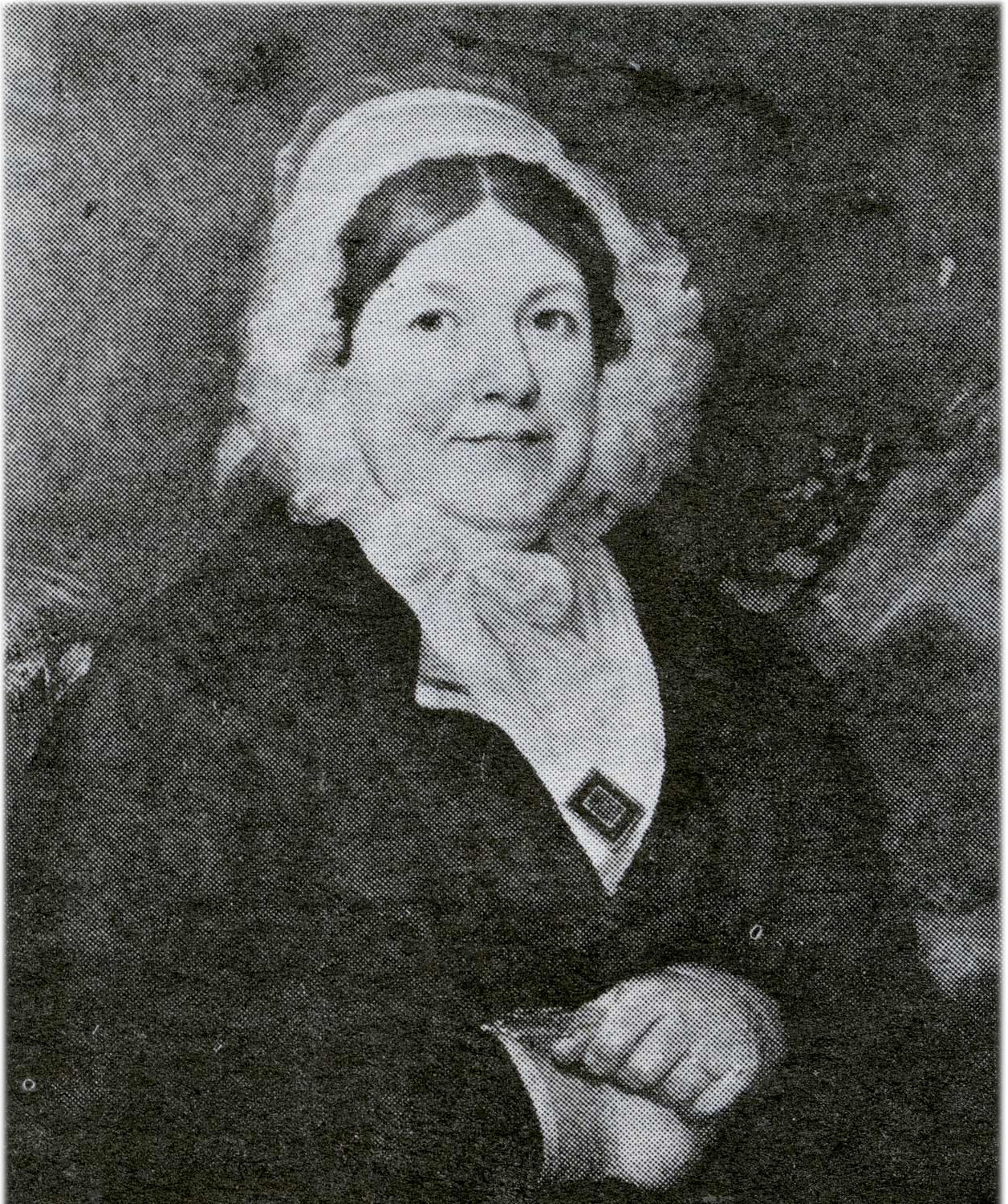
Joanna Bethune

Isabella Graham hatte mit ihrem Ehemann John fünf Kinder. Das älteste starb noch als Kleinkind in Schottland, die übrigen vier überlebten ins Erwachsenenalter:
- Jessie († 1795) ⚭ Hay Stevenson
- Joanna (* 1. Februar 1770; † 28. Juli 1860) ⚭ Divie Bethune
- Isabella ⚭ Andrew Smith
- John (* 1775; verschollen 1794)

John und Jessie starben jung, während Joanna und Isabella zum Zeitpunkt ihres Todes bei ihren erwachsenen Kindern lebten. Isabella zog letztendlich zurück nach Schottland und starb in Glasgow, während Joanna bis an ihr Lebensende in New York blieb.

## Nachwirkungen
Isabella Graham war durch ihre sozialen und religiösen Aktivitäten bekannt und beliebt in New York. Nach ihrem Tod hielt der Theologe John M. Mason ihr zu Ehren einen Gottesdienst ab, der unter dem Titel Christian Mourning: A Sermon Occasioned by the Death of Mrs. Isabella Graham schriftlich erhalten blieb.
Grahams Tochter Joanna Bethune veröffentlichte gemeinsam mit ihrem Ehemann die Schriften und Briefe ihrer Mutter sowie eine Biografie:
- 1816: The Power of Faith: Exemplified in the Life and Writings of the Late Mrs. Isabella Graham, of New-York
- 1838: The Unpublished Letters and Correspondence of Mrs. Isabella Graham, from the Year 1767 to 1814, Exhibiting Her Religious Character in the Different Relations of Life
- 1839: The Life of Mrs Isabella Graham

Die Orphan Asylum Society bestand über zweihundert Jahre hinweg. 1929 wurde sie in Graham School und 1950 schließlich in Graham Home for Children umbenannt. Sie schloss sich 1977 mit Windham Child Care zusammen und ist heute unter dem Namen Graham Windham tätig. 